# Frères de Jésus
Pour un article plus général, voir Famille de Jésus.

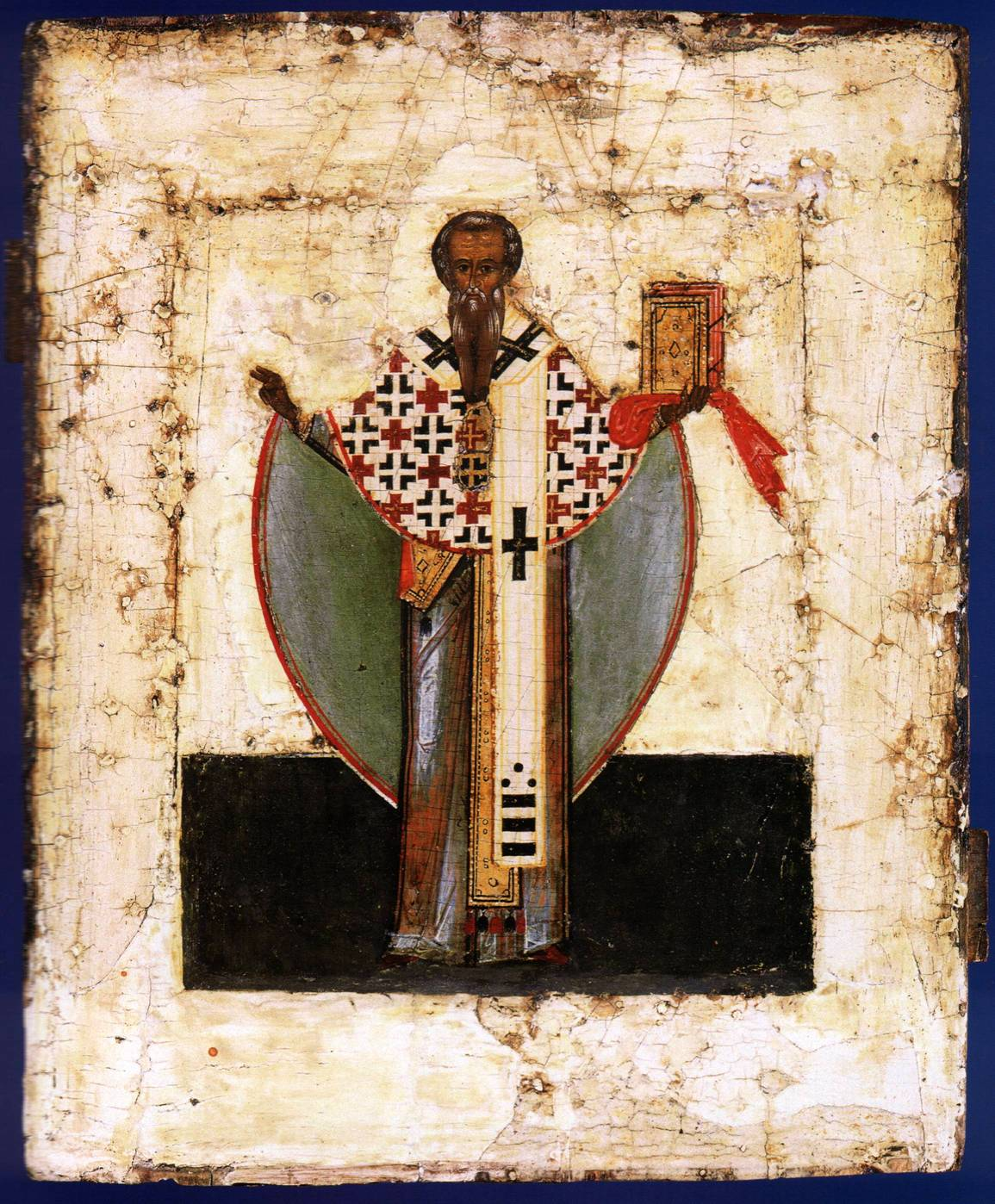
Saint Jacques frère du Seigneur XVIe siècle. Novgorod (?) Bois, gesso, détrempe. 31,1x25,4 cm L'inscription avec le nom du saint n'a pas été conservée,

Jésus est décrit dans les Évangiles comme ayant des « frères » (Mt 12, 46 ; Mc 3, 31 ; Lc 8, 19), Jacques, Joset (ou José ou Joseph suivant les manuscrits), Jude et Simon (ou Siméon), ainsi que des sœurs.

## Sources scripturaires
Les Évangiles synoptiques citent :
Marc 3, 31-35 : (Mc 3,31-35) :
« 3.31 Survinrent sa mère et ses frères, qui, se tenant dehors, l'envoyèrent appeler. 3.32 La foule était assise autour de lui, et on lui dit : Voici, ta mère et tes frères sont dehors et te demandent. 3.33 Et il répondit : Qui est ma mère, et qui sont mes frères ? 3.34 Puis, jetant les regards sur ceux qui étaient assis tout autour de lui : Voici, dit-il, ma mère et mes frères. 3.35 Car, quiconque fait la volonté de Dieu, celui-là est mon frère, ma sœur, et ma mère. »
Matthieu 12, 46-50 (Mt 12,46-50) et 13, 55-56 (Mt 13,55-56) :
« 12.46 Comme Jésus s'adressait encore à la foule, voici, sa mère et ses frères, qui étaient dehors, cherchèrent à lui parler. 12.47 Quelqu'un lui dit : Voici, ta mère et tes frères sont dehors, et ils cherchent à te parler. 12.48 Mais Jésus répondit à celui qui le lui disait : Qui est ma mère, et qui sont mes frères ? 12.49 Puis, étendant la main sur ses disciples, il dit: Voici ma mère et mes frères. 12.50 Car, quiconque fait la volonté de mon Père qui est dans les cieux, celui-là est mon frère, et ma sœur, et ma mère. » « 13.55 Celui-ci n'est-il pas le fils du charpentier ? Sa mère ne s'appelle-t-elle pas Marie, et ses frères, Jacques et Joseph et Simon et Jude? 13.56 Et ses sœurs ne sont-elles pas toutes parmi nous ? D'où lui viennent donc toutes ces choses ? »
Luc 8, 19  (Lc 8,19-21):
« 8.19 La mère et les frères de Jésus vinrent le trouver ; mais ils ne purent l'aborder, à cause de la foule. 8.20 On lui dit : Ta mère et tes frères sont dehors, et ils désirent te voir. 8.21 Mais il répondit: Ma mère et mes frères, ce sont ceux qui écoutent la parole de Dieu, et qui la mettent en pratique. »

## Discussion exégétique
L'Église catholique considère que ces frères étaient en réalité des cousins, le mot frère étant en fait utilisé pour parler de relations plus éloignées, essentiellement en raison de la culture sémitique des personnes concernées, qui n'avaient pas dans leur langue, un mot spécifique pour « cousin » ; les textes évangéliques se seraient conformés à cet usage, bien qu'ils soient écrits en grec, langue dans laquelle existe un mot pour « cousin » contrairement aux langues sémitiques. Selon cette analyse, ce même mot frère (ἀδελφός, adelphos) désigne, dans la Bible grecque, la Septante, aussi bien des cousins, voire des amis ou des proches dans des contextes tout à fait différents, car le texte a été produit dans le contexte d'une civilisation judéo-hellenistique, celle d'Alexandrie.
Selon la lecture  protestante, Marie aurait tout simplement eu, après la naissance de Jésus, des enfants avec Joseph, hypothèse qui n'altère pas la virginité de Marie à la naissance de Jésus mais s'oppose au dogme catholique de sa virginité perpétuelle. L'exégèse protestante réfute la théorie du substrat sémitique élaborée par l'exégèse catholique, car les textes ont été rédigés directement en grec. Par exemple, Paul, qui était de culture hellénistique et a écrit les textes les plus anciens du Nouveau Testament, n'utilise pas le terme grec spécifique pour désigner les « cousins », lorsqu'il parle de frères, alors qu'il emploie par exemple spécifiquement le mot cousin pour désigner Marc, cousin de Barnabas dans l'épître aux Colossiens, ce qui semble indiquer qu'il n'y a pour lui aucun doute quant à la qualité de véritables frères biologiques des frères de Jésus.
Un apocryphe, le Protévangile de Jacques, écrit au plus tôt à la fin du IIe siècle (le plus ancien fragment connu de ce texte date du IVe siècle ; mais un « évangile de Jacques » est toutefois cité par Origène au milieu du IIIe siècle, ce qui laisse supposer, s'il s'agit du même texte, d'une origine probable datant de la toute fin du IIe siècle ou du début du IIIe siècle, selon la majorité des historiens), que ne rejette pas l'Église orthodoxe, explique que ces « frères et sœurs » venaient d'un précédent mariage de Joseph avec une femme inconnue. Cette version est aussi relatée dans un autre texte apocryphe : L'Histoire de Joseph le Charpentier.
Jacques et Joset sont cités comme les fils de « Marie mère de Jacques le petit et Joset » ; voire aussi de « Marie, femme de Clopas ». Jude se désigne comme « frère de Jacques » et non de Jésus. Simon est sans ambiguïté désigné comme un cousin, fils de Clopas, le frère de Joseph, dans un passage d'Eusèbe de Césarée (Hist. eccl. 3, 11, 32). Le mot « jusqu'à » de Mt. 1, 25 est sans valeur d'opposition et le verbe connaître qui précède est à l'imparfait en grec : l'intention est de montrer que Jésus n'est pas né de l'union de Joseph et Marie. Celui de « premier-né » de Lc 2, 7 s'explique par la coutume de rachat du premier-né. Lors de la crucifixion, Jésus a confié sa mère à Jean qui l'a accueillie chez lui, mais pour une partie des chrétiens, c'est une façon d'enseigner la prééminence de la parenté spirituelle sur la parenté biologique.
Dans les évangiles :
1. Lorsqu'un disciple annonce à Jésus que ses frères et sœurs sont dehors et demandent à le voir : « Comme Jésus s'adressait encore à la foule, voici, sa mère et ses frères, qui étaient dehors, cherchèrent à lui parler. 12.47 Quelqu'un lui dit: Voici, ta mère et tes frères sont dehors, et ils cherchent à te parler. 12.48 Mais Jésus répondit à celui qui le lui disait: Qui est ma mère, et qui sont mes frères? 12.49 Puis, étendant la main sur ses disciples, il dit: Voici ma mère et mes frères. 12.50 Car, quiconque fait la volonté de mon Père qui est dans les cieux, celui-là est mon frère, et ma sœur, et ma mère. » (Mt 12. 46-47)
2. Les sages qui le connaissaient ont dit de lui : « N'est-ce pas le fils du charpentier ? n'est-ce pas Marie qui est sa mère ? Jacques, Joseph, Simon et Jude, ne sont-ils pas ses frères ? et ses sœurs ne sont-elles pas toutes parmi nous ? » (Mt 13. 54-56)

Dans ce dernier passage les sages de la patrie de Jésus ont dit que ses sœurs (dont le patriarcalisme biblique n'a pas retenu les noms) étaient parmi eux, et donc mariées à certains de ces sages. Les avis à ce sujet divergent. Partant du principe du judaïsme sur la question du mariage il serait possible - mais non probable - que Joseph a dû honorer son épouse Marie en lui donnant d'autres enfants. Ceci est un débat exégétique dans les diverses églises et confessions issues du christianisme.

## Jacques, Joseph, Jude, Simon
« N'est-ce pas le fils du charpentier ? n'est-ce pas Marie qui est sa mère ? Jacques, Joseph, Simon et Jude, ne sont-ils pas ses frères et ses sœurs ne sont-elles pas toutes parmi nous ? » (Mt 13. 56). « N'est-ce pas le charpentier, le fils de Marie, le frère de Jacques, de Joses, de Jude et de Simon ? et ses sœurs ne sont-elles pas ici parmi nous ? Et il était pour eux une occasion de chute. » (Mc 6. 3).
Le Nouveau Testament mentionne donc quatre « frères » de Jésus : Jacques, Joset, ou José ou Joseph selon les manuscrits, Jude et Simon ou Siméon.
Si ces personnages sont communément reconnus, il y a désaccord sur ce qu'il faut entendre par le mot frères. Cependant, il faut souligner le mode hiérarchique, employé dans ces versets, pour citer les membres d'une même famille : le père, la mère et les enfants. L'existence ou non de « frères » de Jésus a des conséquences sur les dogmes concernant Marie. Les catholiques et les orthodoxes suivent une ancienne tradition attestée par les Pères de l'Église, et croient à la Virginité perpétuelle de Marie.

## Théorie helvidienne
Baptisée ainsi, d’après Helvidius qui la défendit, elle correspond à l'interprétation littérale des textes : Joseph et Marie auraient eu des enfants après la naissance de Jésus. Cette hypothèse est souvent adoptée dans le protestantisme. Elle s'appuie sur : 
1. le mot employé αδελφος, frère, et non ανεψιος, anepsios, cousin, ni συγγενευς, parent, qui est utilisé par exemple en Mc 6. 4, Lc 1. 36 ou Lc 2. 44, alors que le Nouveau Testament a été composé dans des communautés au moins en partie hellénophones[9]
2. le mot premier-né (πρωτότοκον) dans Mt 1. 25 cité par Tatien le Syrien et douze des pères de l'Église avant le IVe siècle, contenu dans tous les manuscrits sauf le Sinaiticus et le Vaticanus et Lc 2. 7 : « et elle enfanta son fils premier-né »[1].
3. Mt 1. 25 « Mais il ne la connut point jusqu'à ce qu'elle eût enfanté un fils, auquel il donna le nom de Jésus ». Le mot « jusqu'à » (εως) laisse entendre que ce n'est plus le cas après[3]. voir l'utilisation du mot en Mt 28. 20
4. Marie et Joseph sont mariés ce qui justifie tout à fait d'autres enfants, d'autant que rien dans les évangiles n'affirme le contraire. Selon cette hypothèse, Marie aurait eu, après la naissance de Jésus, des enfants avec Joseph, hypothèse qui n'altère pas la virginité de Marie à la naissance de Jésus.
5. Certains protestants lient la parole de Jésus citée en Jn 19. 26-27, par laquelle il confie sa mère à son disciple préféré, à la prééminence de la parenté en Christ sur la parenté biologique.

Adoptèrent cette théorie : Helvidius, Hégésippe, Tertullien, Bonosus de Sardica, Jovinien, les Ébionites, les Antidicomarianites[réf. nécessaire].

## Théorie épiphanienne
Comme pour la théorie précédente, la théorie tire son nom de l'un de ses défenseurs, ici l'évêque Épiphane de Salamine. Elle constitue la tradition et la foi de l'Église orthodoxe. Elle s'appuie sur le Protévangile de Jacques où il est dit que l'enfant de Anne et Joachim, Marie, a été consacré au Seigneur, c’est-à-dire resterait vierge, et que Joseph a eu des fils lors d'un premier mariage : « Anne répondit : « Aussi vrai que vit le Seigneur Dieu, je ferai don de mon enfant, garçon ou fille, au Seigneur mon Dieu et il le servira tous les jours de sa vie. » (Protév. Jc 4,1). « Alors le prêtre : « Joseph, Joseph, dit-il, tu es l'élu : c'est toi qui prendras en garde la vierge du Seigneur. ». Mais Joseph protesta : « J'ai des fils, je suis un vieillard et elle est une toute jeune fille. Ne vais-je pas devenir la risée des fils d'Israël ? » (Protév. Jc 9,1-2). Très peu d'éléments permettent de la confirmer ou de l'infirmer.
Adoptèrent cette théorie : Évangile de Pierre, Protévangile de Jacques, Clément d'Alexandrie, Origène, Eusèbe de Césarée, Hilaire de Poitiers, Ambrosiaster, Grégoire de Nysse, Épiphane de Salamine, Ambroise de Milan, Jean Chrysostome, Cyrille d'Alexandrie, les courants orientaux (grec, syrien, et copte).

## Théorie hiéronymienne
Du nom de Jérôme de Stridon, elle considère que les mots « frères et sœurs » doivent être pris au sens large de parents proches. C'est la position de l'Église catholique. Elle est établie sur les arguments suivants :  
1. Parmi les quatre frères de Jésus explicitement nommés dans le Nouveau Testament, Jacques et Joset sont les fils d'une femme dite « Marie, mère de Jacques le petit et de Joset » dans Mc 15. 40, « Marie, mère de Jacques et de Joseph » dans Mt 27. 56, « Marie, mère de Jacques » dans Mc 16. 1 et Lc 24. 10 « Marie, mère de Joset » dans Mc 15. 47 et « l'autre Marie » dans Mt 27. 61 et Mt 28. 1. Peut-on penser que Matthieu, Marc et Luc désignent ainsi la mère de Jésus ? Ce qui conduit à considérer que « Marie, mère de Jacques et de Joseph » n'est pas « Marie, mère de Jésus »[11].
2. Par ailleurs la tradition identifie cette « Marie, mère de Jacques et de Joseph » à « Marie, femme de Clopas » qui se tient, suivant Jn 19. 25, au pied de la croix en compagnie de Marie, mère de Jésus et Marie de Magdala.
3. Jude est « frère de Jacques » comme il se présente lui-même en Jude 1. Il ne se prétend pas frère de Jésus.
4. Simon (ou Siméon) est le fils de Clopas, frère de Joseph, et a pris la succession de Jacques à la tête de la première communauté chrétienne de Jérusalem (« tous, d'une seule pensée, décidèrent que Siméon, fils de Clopas, qui est mentionné dans le livre de l'Évangile, était digne du siège de cette Église : il était, dit-on, cousin du Sauveur. Hégésippe raconte en effet que Clopas était le frère de Joseph ; Eusèbe de Césarée précise que pour Jacques « fils de Joseph » n’est qu’une appellation : « Jacques, celui qu'on appelle frère du Seigneur car il était nommé lui aussi fils de Joseph et Joseph était père du Christ » (Hist. Eccl. 2,1).
5. Le mot araméen aha s'applique aussi bien à un frère qu'à un parent proche. Le mot « cousin» existe en grec (ανεψιος, anepsios), la langue dans laquelle nous sont parvenus les textes du Nouveau testament où il ne se trouve qu'une seule fois, mais n’a pas été employé par conformité avec l’usage sémitique. Il en est ainsi dans la Septante où le mot « frère », αδελφος, adelphos, peut désigner des parents en général ; Job 42, 11, etc.). Personne, au temps de Jésus, ne pouvait faire de confusion[11].
6. On connaît peut-être le nom d'une des deux ou trois "sœurs" de Jésus: "Salomé", d'après Épiphane, qui serait donc également une des enfants du premier mariage de Joseph[12]. On a conjecturé que c'était la même personne qui était au pied de la croix[13].
7. Le psaume 69(68)[14], est cité au moins dix-huit fois dans le Nouveau Testament, mais jamais le verset 9 : « Je suis un étranger pour mes frères, un inconnu pour les fils de ma mère ».
8. L'expression « Mais il ne la connaissait point (imparfait duratif) jusqu'à (sans introduire d'opposition, comme par ex. en 2 S 6. 23) ce qu'elle eût enfanté un fils, auquel il donna le nom de Jésus » ne signifie pas que cela a été le cas ensuite, même si elle en laisse la possibilité. Elle insiste sur le fait que Jésus n'est pas issu de l'union de Joseph et de Marie : l'évangéliste veut proclamer la filiation divine de Jésus et pas donner des renseignements sur ses parents. Les catholiques et les orthodoxes croient que Joseph et Marie ont continué à vivre dans la chasteté après la naissance de Jésus[3]. Le renoncement à la sexualité n'était pas exceptionnel à l'époque : Il en était ainsi des nazirs, des esséniens selon Flavius Josèphe, de Jean-Baptiste, de Paul de Tarse, et de Jésus lui-même.
9. L'épithète « premier-né » de Lc 2. 7 « n'implique pas des frères puinés mais souligne la dignité et les droits de l'enfant »[15]. Elle est à relier au rite de rachat du premier-né[16]: « Joseph et Marie le portèrent à Jérusalem, pour le présenter au Seigneur, suivant ce qui est écrit dans la loi du Seigneur : Tout mâle premier-né sera consacré au Seigneur »[3].
10. Au moment de la crucifixion, Jésus a demandé à l'apôtre Jean de prendre soin de sa mère, charge qui aurait été naturellement dévolue à ses frères et sœurs s'il en avait eu[3], d'autant que, parmi ceux qui sont présentés comme ses frères dans le Nouveau Testament, trois d'entre eux ont joué un rôle important dans le christianisme primitif : Jacques, Jude et Simon : « Jésus, voyant sa mère, et auprès d’elle le disciple qu’il aimait, dit à sa mère : Femme, voilà ton fils. Puis il dit au disciple : Voilà ta mère. Et, dès ce moment, le disciple la prit chez lui. ».
11. Il n'est jamais question dans le nouveau testament de fils ou filles de Marie ou de Joseph, mais seulement de « frères » ou « sœurs » de Jésus[1], ainsi aucune affirmation claire de parenté biologique n'est faite.

Adoptèrent cette théorie : Jérôme de Stridon, Pélage, Augustin d'Hippone, Jean Chrysostome, Théodoret de Cyr, tous les écrivains latins plus tardifs.

#### Historiens
- Richard Bauckham, The relatives of Jesus ; James: Wisdom of James, disciple of Jesus the sage. New Testament  Readings (Londres/New York: Routledge, 1999)
- François Blanchetière, Enquête sur les racines juives du mouvement chrétien,
- André Lemaire, Jacques et les chrétiens de Jérusalem in Les premiers temps de l'Église, Folio histoire, Gallimard, 2004
- Simon Claude Mimouni, La tradition des évêques chrétiens d'origine juive de Jérusalem, in Studia patristica vol. XL, publié par Frances Margaret Young, Mark J. Edwards, Paul M. Parvis, éd. Peeters, Louvain, 2006.
- Simon Claude Mimouni, Les Chrétiens d'origine juive dans l'Antiquité, Éd. Albin Michel, Paris, 2004.
- Simon Claude Mimouni, Jacques le Juste, frère de Jésus de Nazareth, Bayard, 2015  (ISBN 978-2-227-48701-7)
- Thierry Murcia, Marie appelée la Magdaléenne. Entre Traditions et Histoire. Ier – VIIIe siècle, Presses universitaires de Provence, Collection Héritage méditerranéen, Aix-en-Provence, 2017
- (de) Wilhelm Pratscher, Der Herrenbruder Jakobus und die Jakobustraditionen: FRLANT 139 (Göttingen : Vandenhoeck & Ruprecht, 1987)
- Paul-Hubert Poirier, Jacques, le frère de Jésus, dans trois livres récents, in Laval théologique et philosophique, vol.56, no 3, 2000, p. 531-541

#### Roman
- Françoise Chandernagor, Vie de Jude, frère de Jésus, Albin Michel, 2015.